# Épervier de Frances
Tachyspiza francesiae
Espèce
Statut de conservation UICN

 LC  : Préoccupation mineure
Statut CITES
L'Épervier de Frances (Tachyspiza francesiae) est une espèce d'oiseaux appartenant au groupe des rapaces diurnes et à la famille des Accipitridae.
Son nom est dédié à Lady Frances Cole (1784-1847) née Harris, épouse du général britannique Galbraith Lowry Cole.

## Description
Cet oiseau mesure 30 à 35 cm [citation nécessaire], la femelle étant un peu plus grande que le mâle.
Le mâle présente le dessus de la tête, les joues, les parties supérieures du corps (y compris le dessus des ailes) et la queue gris bleu sombre et la gorge blanche.

## Sous-espèces
D'après la classification de référence (version 14.1, 2024) de l'Union internationale des ornithologues, l'Épervier de Frances possède 4 sous-espèces (ordre philogénique) :
- T. f. francesiae (Smith, A, 1834) — Madagascar ;
- T. f. griveaudi Benson, 1960 — Grande Comore ;
- T. f. pusillus (Gurney, 1875) — Anjouan ;
- T. f. brutus (Schlegel, 1865) — Mayotte.